# 에길 스칼라그림손

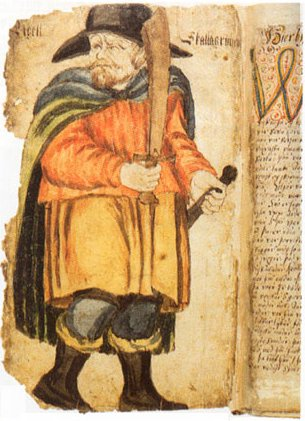
《에길의 사가》 17세기 필사본에 그려진 에길의 모습.

에길 스칼라그림손(Egill Skallagrímsson→대머리 그림의 아들 에길, 904년경 ~ 995년경)은 바이킹 시대의 시인, 전사, 농부이다. 그는 《에길의 사가》의 주인공이기도 하며, 스노리 스투를루손의 조상이다. 《에길의 사가》는 서기 850년 ~ 1000년경의 이야기를 다루고 있으며, 1220년 ~ 1240년 사이에 쓰여진 것으로 생각된다.